# كاميلا تومسون
كاميلا تومسون (بالإنجليزية: Kamila Thompson)‏ هي مغنية وكاتبة غنائية بريطانية، ولدت في 1983.

## وصلات خارجية
- كاميلا تومسون على موقع ميوزك برينز (الإنجليزية)
- كاميلا تومسون على موقع ميوزك برينز (الإنجليزية)
- كاميلا تومسون على موقع أول ميوزيك (الإنجليزية)
- كاميلا تومسون على موقع أول ميوزيك (الإنجليزية)
- كاميلا تومسون على موقع ديسكوغز (الإنجليزية)